# Janków Przygodzki
Janków Przygodzki is een dorp in de Poolse woiwodschap Groot-Polen. De plaats maakt deel uit van de gemeente Przygodzice en telt 1687 inwoners.